# 호사카 유지
호사카 유지(일본어: 保坂 祐二, 1956년 2월 26일~)는 일본계 한국인 정치학자이다. 1988년부터 대한민국에 거주하였으며, 2003년에 대한민국으로 귀화하였다.
일본 도쿄 대학교 금속공학과에서 학사 학위를 받은 이후 대한민국 고려대학교 대학원 정치외교학과에서 정치학 석사 및 박사를 취득하였다. 현재 세종대학교 독도종합연구소 소장 겸 일본학(정치학) 전공 교수이며 근·현대 한·일관계, 독도 영유권 문제, 일본군 '위안부' 문제, 뉴라이트 사관 비판 등의 전문가다. 유치원과 초등학교가 천주교계 학교였기 때문에 천주교의 영향을 받았고 그 때 담임교사였던 수녀님이 호사카교수를 평생 기도해주는 50명 명단 속에 넣었다고 한다. 2000년 서울의 어느 기독교 교회에서 세례를 받았으나 현재 특정한 종교에 소속하고 있지 않다. 그의 저서를 보면 일본신도, 성리학, 기독교 등을 문화적으로 연구하는 연구자임을 알 수 있다.

## 약력
- 1956년 일본 도쿄도에서 태어났다.
- 원래 역사공부를 좋아했으나 대학은 렌즈회사를 경영하는 아버지의 권유로 이공계를 선택했다.[4]
- 도쿄 대학 공학부(東京大学工学部) 금속공학과에 재학 중 『명성황후 시해사건』에 관한 내용을 접해 일본이 왜 한국과 아시아를 침략했는가 하는 의문을 풀기 위해[5] 도쿄 대학을 졸업한 후 한국 서울로 거처를 옮겨 고려대학교에 진학했다.
- 1988년 5월 25일 김포공항을 통해 한국에 입국했으며 이후 고려대학교 민족문화연구소가 운영하는 한국어학당에 입학, 9개월간 한국어를 배웠다. 1989년 2월, 한국어학당 최우수상을 수상하며 수료했다. 1989년 3월, 금방 대학원으로 진학하지 않고 고려대학교 정외과 3학년에 편입학했다. 도쿄대에서의 전공과 다른 분야를 전공하기 위해 1년간 학부(정외과)에서 공부했다. 고려대 3학년 때는 대학원 진학을 위한 선수과목을 이수했다. 1년간만 학부를 다닌 후 1990년 3월, 고려대학교 일반대학원(정외과)에 진학, 석·박사 과정을 마치고 1998년부터 세종대학교 교수로 임용되었다.(전공은 비교정치)
- 정치학 석사 학위 논문 제목은 <후쿠자와 유키치와 조선개화파>, 박사학위 논문 제목은 <일본제국주의의 민족동화정책분석-조선, 만주, 대만을 중심으로>이다.
- 최종학위는 정치학 박사이다.
- 1998년부터 본격적으로 독도영유권연구를 시작해 독보적인 독도연구자로 알려져 있다.
- 2001년 3월, 일본정부가 왜곡된 역사교과서(새 역사 교과서, 후소샤)를 검정 통과시켰을 뿐만이 아니라 같은 해 8월13일 고이즈미 수상(당시)이 야스쿠니신사를 참배했을 때 호사카교수는 이를 강도높게 비판했다.[6]
- 2003년 5월, 일본 자민당의 아소타로 국회의원(당시)이 “창씨개명은 한국인이 원해서 실시한 것”이라는 망언을 했을 때 창씨개명이 일제가 강제적으로 시행한 것임을 근거자료를 제시하면서 아소타로의 발언을 비판했다.[7]
- 2003년 8월, 대한민국에 귀화했다. 그러나 이름은 일본 이름을 발음나는대로 한글로 쓰는 방식으로 사용한다.
- 2004년 8월 15일, 주한일본인과 일본계 한국인으로는 처음으로 보신각 타종행사에 참가했다.[8]
- 2005년, 일본 시마네현이 ‘다케시마의 날’을 제정해 독도가 일본영토라고 주장했을 때 독도가 일본영토로 기재되지 않은 일본 고지도를 다수 발견하여[9] 그런 고지도를 다수 수록한 저서 <일본 고지도에도 독도 없다>(2005, 자음과모음)를 출간, 일본의 독도영유권 주장의 허구성을 지적했다.[10]
- 이후 호사카교수는 독도가 한국땅으로 기재되어 있거나 독도를 일본영토에서 제외시킨 일본 측 고지도 등을 다수 발견하여 그 때마다 이를 논문 등으로 발표하면서 언론에도 공개했다.[11][12][13]
- 2006년 4-6월, 독도에서 한일 간 충돌이 일어날 가능성이 있던 시기에 방한한 일본의 국회의원들(후에 총리가 된 민주당 하토야마 유키오씨 포함)에게 2차례에 걸쳐 한국의 독도영유권 논리를 설명했다.[14]
- 2006년 10월, 독도를 한국영토로 일본정부 스스로가 인정한 1877년 태정관 지령문에 대해 연합뉴스와 함께 일본정부, 자민당 등에 질문서를 보냈고 일본정부와 자민당으로 하여금 사실상 독도가 한국영토임을 인정하게 하는데 성공했다.[15]
- 2007년 3월 7일 호사카교수는 경향신문에 “일본의 억지를 이기는 법”이라는 칼럼을 게재하여 일본군‘위안부’문제를 언급했다. 이 칼럼에서 호사카교수는 “일본의 로비로 미 하원에서의 위안부 결의안 통과가 8번이나 좌절당했다.”, “아베 총리는 보수층을 결집하기 위해 학자들을 동원하여 위안부 모집에 강제성이 없었음을 자세히 연구하도록 한다는 방침을 세웠고, 위안부 모집에 대해 군부의 강제성을 인정한 1993년의 고노(河野)담화를 정부 차원에서 수정하려는 움직임을 가속화하고 있다”고 당시의 일본정부의 위안부 부정 움직임을 언급했다.[16]
- 2007년 10월, 중국의 한국인학교, 난징대학교 및 상하이 사범대학의 초청으로 한일관계, 위안부문제 등을 강연했다.[17]
- 2007년10월17일 호사카교수는 중국 상하이사범대학에서 일본군 ‘위안부’에 관한 초청강연 (제목 : “일본에 왜곡당한 역사문제 : 위안부”<被日本歪曲的歷史問題 : 慰安婦>)을 실시했다. (사진) 강연 포스터 속에 강연자 이름이 ‘한국 세종대학교수(韓國世宗大學敎授) 保坂祐二’로 표기되어 있는데 ‘保坂祐二’라는 이름표기는 호사카교수가 한국으로 귀화하기 이전의 일본식 한자이름이다. ‘保坂祐二’로 쓰고 일본발음으로는 ‘호사카유지’로 읽는다.
- 2008년 9월 및 10월, 방한한 일본의 대학생들의 초청으로 2차례에 걸쳐 독도문제를 일본어로 강의했다.
- 2009년 5월, 세종대학교 부설 독도종합연구소 소장으로 취임했다.
- 2009년 1월부터 2012년 1월까지 3년 간 중앙일보에 ‘삶의 향기’ 칼럼 필진으로 칼럼을 게재했다.[18]
- 2009년 5월 7일 미국 워싱턴D.C. 프레스클럽에서 하와이 대학의 존 반 다이크 교수들과 함께 워싱턴D.C. 독도수호대책본부 주최, 미국 최초의 독도 심포지엄에서 논문을 발표했다. 영어로 강연해 참가자의 질문에 대답했다.[19]
- 2009년 6월, 호주의 독도수호 단체의 초청으로 시드니, 브리즈번, 메르번 등에서 독도영유권문제를 강의했다. 2014년까지 꾸준히 호주연합의 초청으로 호주 전역에서 활동했다.[20]
- 2009년 7월, 방한 중인 호주, 뉴질랜드, 서유럽 등의 사회과 교사들의 초청으로 고려대 등에서 독도영유권문제를 강의했다.
- 2009년 9월, 일본의 간사이 지구의 한 청년 단체의 초청으로 교토에서 한일 관계사와 독도 영유권문제에 관한 강연을 실시했다.
- 2009년 9월, 저서 『우리역사 독도』가 한국 간행물 윤리위원회의 <9월의 읽을 만한 책> 역사 부문에 선정되었다.
- 2010년 2월, 1877년 일본 육군참모국이 작성한 "대일본전도" 원본을 공개했다. 독도가 일본영토에서 빠져 있는 것을 지적, 일본 정부의 독도 고유영토론은 성립되지 않음을 주장했다. 이 지도는 동북아 역사 재단 주최로 3월 2일부터 9일까지 한국국회도서관에서 열린 <동해 독도 고지도전시회>에 출품되었다.
- 2009년 11월 및 2010년 3월과 11월, 가수 김장훈씨가 세종대 독도종합연구소에 총 3억원을 기부했다.
- 2010년 11월 호사카교수는 가수 김장훈씨와 함께 웹사이트‘독도의 진실’(www.truthofdokdoo.com)을 한국어, 일본어, 영어 등으로 제작, 오픈해 인터넷과 SNS를 통한 독도홍보에 적극적으로 나서기 시작했다.[21] ‘독도의 진실’ 사이트는 그후 네이버, Daum 등 주요 포탈사이트에서 검색어 1위에 몇 번 올라가기도 했다.
- 2011년 6월 한국국회 독도특위가 호사카교수에게 독도공로상을 수여했다.
- 2012년, KBS가 제작한 KBS스페셜 독도다큐(2012. 8.19, 10.14 반송, ‘한중일 역사전쟁’ 2부작)에 주역으로 출연해 일본 자민당의 독도전문 국회의원 신도 요시타카와 독도영유권 논쟁을 벌이면서 독도가 일본영토라는 일본 측 논리를 논박하는 모습이 방송되었다. 호사카교수는 이 다큐 프로를 통해 2012년 7월 미국의회에서 독도를 대한민국의 영토로 연설한 동영상도 공개했다.[22]
- 2012년 8월 10일 이명박대통령(당시)이 독도를 방문하면서 불거진 한일갈등에 대해 호사카교수는 언론기고 등을 통해 독도문제는 1965년의 한일기본조약 체결 시에 사실상 종료된 문제이며 1965년 당시 일본이 독도를 포기했다고 해석할 수 있는 공식문서를 공개했다.[23]
- 2012년 8월 24일, 일본의 노다 요시히코 총리(당시)가 일본국회에서 공표한 ‘독도가 일본땅인 3가지 이유’에 대한 반박문을 영어와 일본어로 작성해 호사카교수는 일본, 미국, 영국 등 선진국의 정부기관, 유명 언론사, 각종 주요기관, 각종 대학교 등에 보내 독도가 일본영토라는 일본 측 주장이 성립되지 않으므로 독도분쟁이란 존재하지 않는다는 점을 강조했다.[24]
- 2013년 2월, 대한민국 정부는 독도영유권에 대한 연구와 홍보에 대한 공로를 인정하여 호사카교수에 <홍조 근정 훈장>을 수여했다.
- 2014년 2월, "독도와 동아시아"라는 웹사이트를 독도종합연구소의 공식 웹사이트로 오픈했다. 이 사이트에는 독도 문제뿐만 아니라 일본군 '위안부' 문제, 일본의 야스쿠니신사 참배 문제, 일본의 재군비 등에 대해서도 자료와 해설, 분석 등의 글들을 볼 수 있다.
- 2014년 5월, 호사카교수의 "러스크 서한에 관한 논문"이 세계적 논문으로 인정되는 SSCI논문 저널에서 발표되었다. 논문명 'Is the so-called Rusk Letter be a critical evidence of Japan's territorial claim to Dokodo Island?', pp. 145–159. in "Journal of East Asia and International Law"Ⅶ JEAIL 1(2014)[25] 이 논문은, 미국무성이 대한민국 재미 대사관으로 송부한 '러스크 서한'<1951.8.10>이 독도를 일본영토로 주장한 경위와 그 배경을 분석했다. 그 결과 호사카교수의 논문은 미국무성의 주장은 미국만의 견해에 불과하므로 법적으로 한국의 독도영유권에 영향을 미치지 못했다는 점을 뚜렷한 증거를 제시하면서 논증했다. 미국 자체는 샌프란시스코 강화조약 상 독도가 일본 영토가 되었다고 단정한 적이 없으며, 항상 "미국은 그것(=샌프란시스코 강화조약 상 독도가 일본령이 된 것)을 믿는다", "그렇다는 가설을 세울 수는 있다", "이것은 미국의 의견이므로 다른 나라에는 공개하지 않았다", "독도가 일본령이라는 견해는 미국만의 견해이며 샌프란시스코 조약의 다른 서명국들은 다른 견해<=독도는 한국영토>를 갖고 있었다" 등으로 밝혔고 미국이 독도가 법적으로 일본영토로 정해졌다고 주장한 적이 없다는 점을 호사카교수는 증명했다. 이 논문에 의해 샌프란시스코 강화 조약상 독도는 일본영토로 정해졌다는 일본 측 주장이 부정되었다. 일본 다쿠쇼쿠 대학의 시모조 마사오 교수는 2010년부터 이 주장을 계속 논박하려고 노력해 왔으나 2025년 6월 29일 현재까지도 논박의 글을 발표하지 못하고 있다. 참조:시마네현 다케시마 문제 연구회 공식 사이트,<호사카 교수와 김장훈의 주장을 비판한다>
- 2015년 1월, KBS의 객원논설위원으로 위촉.[26]
- 2015년 3월, 한국 천안 소재 독립기념관의 비상임이사로 임명됨. 일본 출신자로 처음 있는 일로 많은 주목을 받았다.[27]
- 2015년 3월, 경상북도청이 독도위원회를 발족시켜 호사카교수를 독도위원회 위원으로 위촉했다.[28]
- 2015년 8월, 세종대학교에서 호사카교수의 독도문제(러스크서한에 대한 반박)에 관한 SSCI논문 발표 등의 공로를 인정해 '세종대 우수교수상'을 수여했다. 호사카 교수 자신으로는 2008년 8월에 이어 2번째 수상이다.
- 2016년 7월, 저서 <독도, 다케시마의 일한사(日韓史)>를 일본 도쿄 소재 출판사 론소샤에서 일본어로 출간했다.
- 2016년 8월, 저서 <독도, 1500년의 역사>를 교보문고 기획서로 출간했다.
- 2017년 9월 세종대에서 “일본군 위안부 문제에 관한 일본 정부의 법적 책임을 밝히는 문서 공개” 기자회견을 개최했다.[29]
- 2018년 4월 세종대 소극장에서 「일본의 위안부문제 증거자료집1」 (황금알 출판사) 출판기념 기자회견을 개최했다.[30]
- 2018년 6월 호사카교수는 국제저널 “Journal of Law and Judicial System”에 일본군 ‘위안부’ 관련 논문 ‘Examining Japan's Legal Responsibility regarding the 'Comfort Women' Question – with a Focus on the Kato Statement and the Kono Statement’를 게재했다.[31]
- 2019년 8월 일본 론소샤(論創社)에서 일본군 ‘위안부’문제에 관한 단행본 『문서・증언에 의한 일본군 「위안부」 강제연행(文書・証言による日本軍「慰安婦」強制連行)』을 출판했다.[32]
- 2020년 3월 저서 『신친일파-「반일종족주의」의 거짓을 파헤친다』(봄이 아트북스)를 출간했다. 이 책의 60%정도가 '위안부'문제에 관한 내용이고 나머지는 강제징용문제, 독도문제 등이다. 이 책 출판 후 2020년 11월~12월 중순, 그리고 2023년 3월~5월, 국내 단체인 ‘위안부법폐지국민행동’등이 “호사카 유지는 이간질 중단하고 한국 떠나라”라는 시위를 세종대 정문 앞에서 개최했다. 위안부는 성노예가 아니라 공창이었다고 주장하는 단체들이 ‘위안부는 성노예’라고 주장하는 호사카교수를 규탄하기 위해 시위를 벌인 것이다.[33] 2020년 11월 호사카교수를 규탄하기 위해 열린 ‘위안부법폐지국민행동’등의 시위 상황은, 다음 날 즉시 일본어로 일본의 ‘반 위안부단체’나데시코액션 사이트에 게재되었다. 한일 양국의 ‘빈 위안부 단체’들의 연대가 확인된다.[34]
- 2021년 3월 논란이 된 하바드대학교 램지어교수의 해당 논문을 종이 책으로 출판할지 논쟁에 휩싸인 네덜란드 학회지 측의 요청에 따라 “조선인 위안부들의 계약서는 발견되지 않았다”는 취지의 소논문을 네덜란드 학회지 측에 제출했다고 korea.net 이 보도했다.  (Expert blasts Harvard professor's denial of 'comfort women's' plight<2021. 3. 1.>)[35]
- 2021년 5월 SSCI 국제저널 “Journal of East Asia and International Law”에 논란이 된 하버드대학교 램지어교수 논문에 대한 반박논문 ‘Contracting for Sex? “True Story”of the so-called “Comfort Women”during World War II’를 게재했다.[36]
- 2021년 11월 미국의 유력 외교전문지 <디플로맷(Diplomat)>이‘위안부’문제 관련 한국의 극우논객 낙성대경제연구소 이우연연구원이 쓴 글을 삭제하고 대신 호사카교수에게 기고를 요청하여 글을 게재했다. <디플로맷(Diplomat)>은 “위안부는 공창”이라고 주장한 이우연의 기고문을 삭제하여 “‘위안부’는 성노예였다”고 주장한 호사카교수의 기고문을 대신 실었다는 점에서 획기적인 사건이었다.
- 2021년 2월 만 65세로 세종대학교 교수직을 정년퇴임했다.
- 2021년 3월 세종대학교 대양휴머니티칼리지 대우교수로 임명되었다.
- 2021년~2025년 유튜브 방송 호사카유지의 일본읽기와 기타 각종 유튜브 방송 출연으로 일본의 정치, 경제, 사회, 역사 등에 대해 발언을 이어갔다.
- 2025년 5월~6월3일 이재명 대통령 후보 선대위 직속 '뉴라이트 매국사관 척결 위원회' 위원장으로 활동했다.
- 기타 활동으로서, 한국일본언어문화학회 부회장, 대한변호사협회 자문위원, 동북아 역사재단 자문위원, 독립기념과 이사, 일제강제동원피해자지원재단 이사, 한국외교부 독도대책 위원회 자문위원, 한국국회도서관 자문위원 및 홍보대사, 해양박물관 홍보대사, 동아시아평화학회 회장, "조국애, 독도사랑"호주연합회 고문(이상 역임), 경상북도 독도위원회 자문위원, 동아시아평화문제연구소 상임이사, 세종대 독도종합연구소 소장, "독도와 동아시아(dokdoandeastasia.com)" 웹사이트 운영자, YOUTUBE 방송 '호사카유지의 일본읽기' 방송인 (이상 현직) 등으로 활동 중이다.

### 주된 수상경력
- 2005년 12월, <외교통상부 장관표창> 수상.
- 2008년  8월, <세종대 우수교수상> 수상.
- 2011년  6월, <대한민국 국회 독도특별위원회 공로상> 수상.
- 2012년 12월, <KBS 감동대상 I love Korea상>수상.
- 2013년  2월, <대한민국 홍조근정 훈장> 수훈.
- 2015년  8월, <세종대 우수교수상> 수상.
- 2018년 12월, <독도평화대상 특별상> 수상.
- 2020년 12월, <문화체육부 장관 표창> 수상.
- 2021년  2월, <교육부 장관 표창> 수상.

### 학력
- 일본 도쿄 대학 금속공학과 졸업(학사)
- 대한민국 고려대학교 일반대학원 정치외교학과 졸업(정치학 석사·정치학 박사)

### 주장
- 그는 조선, 만주, 대만에 대한 지배정책을 연구했기 때문에 그 연구의 연장선상에 역사교과서 문제, 야스쿠니신사 참배문제, 그리고 독도영유권문제에 관한 현재의 연구를 진행시키고 있다. 특히 뉴라이트 사관에 대한 비판연구는 그의 박사논문의 연장선상에 있다. 한일관계에 있어서 일본 측을 비판할 뿐만이 아니라 언론, 저서 등을 통해 한국인이 고쳐야 할 점을 함께 지적한다.
- 한국과 일본의 문화에도 관심을 갖고 있어 일본문화 연구, 한국문화 연구 등을 병행하고 있다.
- 일본의 사무라이 문화가 손자병법의 사고방식을 그 기저에 갖고 있는 점에 주목, 일본의 침략성뿐만이 아니라 일본인의 철저한 사전준비정신과 연구정신 등을 손자병법을 통해 설명한다. 한편, 선비문화가 한국인의 정신적 토대라고 주장하여 선비문화의 빛과 그림자에 대해 설명한다.(참고: 저서 『조선선비와 일본 사무라이』, 2007, 김영사)
- 일제 강점기 연구에서는 교육정책, 동화정책, 창씨개명, 잡거정책, 내지연장정책 등에 대한 연구로 박사학위를 받았다. 그는 일제가 그 지배지역에 대해 민도가 낮다는 이유를 내세워 30-50년 전 일본에서 시행된 낡은 법제도를 조선이나 대만에 시행해 항상 일본본토와의 차별성을 유지했다고 밝혔다.(참고: 저서 『일본제국주의의 민족동화정책분석』,2002,J&C)
- 그는 일본군'위안부'는 성노예이고 일본군, 일본정부, 조선총독부 등에 의해 만들어진 동원시스템으로 인해 전쟁터로 끌려갔다고 주장한다. 위안부 공창설에 반대하여 공창이면 업자들과의 계약서가 있어야 하지만 특히 조선인 위안부들은 거의 어떤 서류도 작성하지 않고 전쟁터에 끌려갔다고 하는 일본인 군의관의 증언 등을 제시한다. (참고:  편저 『일본의 위안부문제 증거자료집1』, 2018. 4. 황금알 ; 저서 『신친일파-「반일종족주의」의 거짓을 파헤친다』, 2020. 3. 봄이아트북스)

#### 독도 관련
- 독도 문제에 관해서는 일본 측이 자료를 많이 은폐, 왜곡하고 있다고 주장하여 독도는 대한민국 영토라는 입장을 고수한다.
- 1990년대 후반에 독도에 대한 한일간의 견해 차이를 크게 느껴 양국의 주장과 제시 자료들을 객관적인 입장으로 연구하기 시작했다. 그 과정에서 일본 측 주장에는 왜곡과 자료 은폐가 많다는 것을 간파하였고 이후 독도 영유권 문제에 있어 새로운 논리와 자료를 제시해 오고 있다.
- 2005년 3월에 일본 시마네현이 <다케시마의 날>을 제정하자 독도가 그려져 있지 않은 일본 고지도, 독도가 한국땅으로 기재된 일본에서 제작된 조선지도 등을 다수 공개했다. 독도연구에 있어 자료발굴과 논리구축의 중요성을 강조한다.
- 2005년 4월, <일본 고지도에도 독도 없다>(자음과모음)를 출간하여 독도가 빠져 있는 일본 고지도를 다수 공개했다.
- 2006년 10월, 19세기에 독도를 한국땅으로 표기한 일본의 고지도 2점을 공개했다. 1점은 1882년 제작된 『조선국전도』(朝鮮國全圖), 또 1점은 1883년에 제작된 『대일본전도』(大日本全圖). 같은 날, 울릉도의 독도박물관을 방문하고 이 2점의 지도를 기증했다.
- 2006년, <하야시 시헤이도(林子平圖)와 독도>라는 논문으로 1785년에 일본의 지리학자 하야시 시헤이가 작성한 <삼국접양지도(三國接壤之圖)>에 그려진 동해 한가운데의 2섬 중 울릉도(죽도<竹嶋>라고 기재) 옆에 있는 작은 섬이 독도라는 사실을 최초로 문헌으로 명백히 증명했다. 2섬은 한반도와 같은 색으로 채색되어 있고 '조선의 소유(朝鮮の持也)'라고 기재되어 있다.
- 2008년 2월 22일, 일본 측에 소위 <다케시마의 날> 행사에 맞춰 1894년에 일본에서 작성된 고지도 2점을 공개했다. 2점 모두 독도가 한반도와 같은 색깔로 채색되어 있고 일본열도와는 명백히 구별되어 있다. 2점은 『신찬조선국전도』(新撰朝鮮國全圖)와 『일청한 조선변란상세지도(日淸韓 朝鮮變亂詳細地圖)』이다. 『신찬조선국전도』는 1882년에 스즈키 케이사쿠(鈴木敬作)에 의해 제작된 『조선국전도』에 색칠만을 가한 지도이다. 일본의 대표적인 외무성관리이자 독도연구가 가와카미 켄조(川上健三)는 1966년에 출판한 저서 속에서 당시의 도명(島名)혼란을 정리하면서 전술한 『조선국전도』에 나타난 다케시마(竹島)와 마쓰시마(松島)는 옛날 그대로 명칭을 사용한 지도여서 그 2섬은 바로 울릉도와 독도라고 언급한 적이 있다. 그러므로 그 지도에 색칠만 가한  『신찬조선국전도』의 2섬도 울릉도와 독도이며 조선령으로 채색되어 있다고 그는 주장한다.
- 2008년 5월, 1854년에 일본이 미국과 오가사와라(小笠原) 군도의 영유권을 놓고 분쟁을 벌였을 때 독도가 조선 땅이라 기재된 전술한 하야시 시헤이의 <삼국접양지도>(1785)를 공식적으로 사용해 미국 측을 이겨낸 역사적 사실을 공표해, 하야시의 지도가 일본의 공식지도로서 독도를 한국령으로 인정하고 있는 점을 지적했다. 이 사실에 대해 일본 시마네현의 '다케시마문제연구회' 최종보고서에서는 <하야시 시헤이의 지도는 영유권을 나타내는 자료가 아니다>라고 기술되어 있는 점을 들어 일본 측의 연구는 엉터리임을 지적했다.
- 호사카 교수는 한국 만화가 협회의 요청에 따라 한국의 대표적인 만화가인 이현세와 함께 <독도 사랑>라는 만화를 <조선일보>에 5회에 걸쳐 연재했다. 이 만화는 2008년 10월 20일부터 24일까지 연재되며, 조선일보 문화 면에 올랐다.[37],[38],[39],[40],[41]
- 2009년 2월 23일, 호사카 교수는 우산도의 산봉우리가 그려진 조선 시대 고지도 2점을 공개했다. 그는 이런 지도에 의해 우산도가 울릉도 동쪽 2km에 위치한, 산봉우리가 없는 죽도가 아닌, 확실하게 독도라고 주장했다. 한국이 조선시대에 독도에 대한 영유의식을 분명히 갖고 있었던 것으로 증명된다고 밝혔다.[42]
- 2012년, 호사카 교수는 1965년 6월22일 한일 기본 조약이 체결되었을 때 함께 조인된 『일본과 대한민국 사이의 분쟁 해결에 관한 교환 공문』에 "양국 정부는 별도의 규정이 있는 경우를 제외하고 양국 간 분쟁은 우선 외교적 경로를 통해 해결을 도모하여 그것이 안 될 경우 조정에 의해 그 해결을 도모한다"라고 규정되었다고 하면서 일본이 독도를 국제사법재판소(ICJ)에 제소하는 것은 "어불성설"이라고 주장했다.[43].
- 2012년 5월 호사카 교수는 일본 외무성이 주장하는 내용-즉 1951년 8월 미국은 '러스크 서한'을 주미 한국 대사관에 보내 "독도는 1905년 이후 일본 시마네현 오키 섬의 소관이고 그 전에 한국이 독도를 영유한 것도 독도에 대해 영유권을 주장한 사실도 없다"라는 이유로 독도를 사실상 일본영토로 인정했다는 내용-에 대해 "러스크 서한은 다른 연합국 사이에서 합의된 내용이 아니라 미국의 독단에 의해 한국 정부에 보내진 비밀문서이기 때문에 미국의 견해로 간주된다 하더라도 결코 샌프란시스코 조약의 결론이 될 수 없는 문서"라고 주장했다. 즉, 러스크 서한이 독도를 일본 땅으로 증명한 문서라는 일본 측의 견해는 사실 오인과 왜곡임을 미국의 기타 비밀문서들을 인용해서 증명했다.[44]
- 2014년 5월, 일본 측이 주장하는 '독도 일본영토의 증거' 러스크 서한을 비판한 SSCI 논문을 발표. 서양권으로부터도 주목을 받음.[25]
- 기타 독도연구 전반에 걸쳐 새로운 자료를 구축하고 새로운 논리를 지속적으로 개발하고 있다.

### 기타
- 부친이 경영한 렌즈 회사 거래처에는 재일 한국인이나 일본으로 귀화한 한국인이 많았다. 그들과 접촉하면서 대한민국이란 나라에 매료되었다. 부친이 렌즈의 연구로 알게 된 서울대 교수에 대해 이야기할 때는 반드시 <그 분은 일본 사람 중에는 없는 정도의 훌륭한 인격자다>라고 말을 한 것을 듣고 어린 시절에 한국인에 대한 좋은 이미지를 갖게 되었다고 한다.[45]
- 개인적으로 역도산<고인>의 제자들이나 역도산의 부인과 친교가 있다고 한다.[46]
- 2008년, 세종대학교에 <역사와 한국의 영토>라는 과목을 개설해 1학기 간 독도문제를 전문적으로 가르치고 있다.[47] 타 대학교에서도 학생들이 찾아와 독도문제나 한일관계에 대해 의견을 듣고 간다고 한다.
- 2016년, MOOC 강좌로 <역사와 한국의 영토(History and the Korean Territory)> 강의를 개설했고 독도영유권과 한국의 근현대사를 강의하고 있다.[48]
- 한일관계, 한일문화의 차이, 독도문제 등에 대한 강연의뢰나 원고청탁 등을 많이 받는 편이라고 한다.[49]

## 저서
- 일본에게 절대 당하지 마라(2002, 답계)
- 일본제국주의의 민족동화정책분석-조선, 만주, 대만을 중심으로-(2002, J&C)
- 독도/다케시마 한국의 논리(역서, 2005, 일본 론소샤<論創社>)
- 일본 고지도에도 독도 없다(2005,자음과모음)
- 일본역사를 움직인 여인들(2005, 문학수첩)
- 현대한국의 정치와 사회(공저, 2005, 매봉)
- 일본우익사상의 기저연구(공저, 2007, 보고사)
- 조선선비와 일본 사무라이(2007, 김영사)
- 조선전쟁(역서, 2007, 론소샤<論創社>)
- 독도=다케시마 논쟁(역서, 2008, 보고사)
- 우리역사 독도(2009, 책문)
- 대한민국 독도(2010, 책문)
- 대한민국 독도 교과서: 어린이가 처음 만나는 독도 이야기(2012. 휴이넘)
- 독도, 다케시마의 일한사(2016, 론소샤<論創社>)
- 독도, 1500년의 역사(2016, 교보문고)
- 일본의 위안부문제 증거자료집1(2018, 황금알)
- 문서・증언에 의한 일본군 '위안부' 강제연행(2019, 론소샤<論創社>)
- 일본뒤집기(2019. 봄이아트북스)
- 아베, 그는 왜 한국을 무너뜨리려 하는가(2019. 지식의숲)
- 신친일파(2020, 봄이아트북스)
- 조명하 의사 자료집1(2021, 봄이아트북스)
- Dokdo, The Brilliant History of its 1500 years(2021, 경상북도청)
- 북한산 역사회복(2022, 봄이아트북스)

## 같이 보기
- 이토 아비토(일본어판)
- 모모세 다다시
- 후루야 마사유키
- 구로다 가쓰히로
- 미즈노 슌페이
- 박노자(티코노프 블라미디르)